# Борборема (мезорегион)

Борборема на карте.

Борборема (порт. Mesorregião da Borborema) — административно-статистический мезорегион в Бразилии, входит в штат Параиба. Население составляет 298 263 человека (на 2010 год). Площадь — 15 576,813 км². Плотность населения — 19,15 чел./км².

## Демография
Согласно сведениям, собранным в ходе переписи 2010 г. Национальным институтом географии и статистики (IBGE), население мезорегиона составляет:
| Полное население                            | Полное население                            | Полное население                            | Полное население                            | 298 263 |
| ------------------------------------------- | ------------------------------------------- | ------------------------------------------- | ------------------------------------------- | ------- |
| в том числе:                                | Городское население                         | 177 837                                     | Процент городского населения, %             | 59,62   |
|                                             | Сельское население                          | 120 426                                     | Процент сельского населения, %              | 40,38   |
|                                             | Мужское население                           | 148 145                                     | Процент мужского населения, %               | 49,67   |
|                                             | Женское население                           | 150 118                                     | Процент женского населения, %               | 50,33   |
| Плотность населения, чел/км²                | Плотность населения, чел/км²                | Плотность населения, чел/км²                | Плотность населения, чел/км²                | 19,15   |
| Население мезорегиона в % к населению штата | Население мезорегиона в % к населению штата | Население мезорегиона в % к населению штата | Население мезорегиона в % к населению штата | 7,92    |

## Статистика
- Валовой внутренний продукт на 2003 год составляет 609 434 048,00 реалов (данные: Бразильский институт географии и статистики).
- Валовой внутренний продукт на душу населения на 2003 год составляет 2173,76 реалов (данные: Бразильский институт географии и статистики).
- Индекс развития человеческого потенциала на 2000 год составляет 0,613 (данные: Программа развития ООН).

## Состав мезорегиона
В мезорегион входят следующие микрорегионы:
1. Карири-Осидентал
2. Карири-Ориентал
3. Серидо-Осидентал-Параибану
4. Серидо-Ориентал-Параибану